# 劉儒道
劉儒道（1481年—？），字惟中，陝西西安府邠州（今彬州市）人，明朝政治人物。

## 生平
陝西鄉試第九十五名舉人。正德十六年（1521年）中式辛巳科會試第二百八十九名，登第三甲第三十九名進士。嘉靖元年（1522年）任山西高平縣知縣。

## 家族
曾祖劉壁；祖父劉志名；父劉普，母趙氏。慈侍下。